# Zafferano dell'Aquila
Lo zafferano dell'Aquila è un prodotto italiano a denominazione di origine protetta, prodotto esclusivamente in provincia dell'Aquila e in particolare nell'Altopiano di Navelli, nei pressi del comune omonimo.

## Storia
Lo zafferano venne introdotto in Italia dalla Spagna nel XIII secolo da un frate domenicano facente parte della famiglia Santucci di Navelli. Una leggenda vuole l'introduzione dello Zafferano dovuta a Ponzio Pilato la cui dimora in ville della zona sarebbe testimoniata da altrettante leggende ed effettivi ritrovamenti archeologici. La produzione nella Piana di Navelli è favorita dalla carsicità del terreno, che evita i ristagni d'acqua sfavorevoli alla crescita della pianta.
L'iscrizione dello Zafferano dell'Aquila nel Registro delle Denominazioni d'Origine Protetta risale al 4 febbraio 2005, mentre la costituzione del Consorzio per la Tutela dello Zafferano dell'Aquila risale al 13 maggio 2005.

## Produzione
Il terreno viene preparato in primavera con un'aratura a una profondità di 30 cm, con la contemporanea fertilizzazione tramite circa 30 t/ha di letame, essendo poi vietato l'utilizzo di qualsiasi fertilizzante durante il ciclo vegetativo. La superficie viene successivamente affinata e livellata e vendono predisposti 2 o 4 solchi alla distanza di circa 20 cm per ospitare i bulbi.
Dopo una successiva fresatura del terreno, nel mese di agosto vengono trapiantati i bulbi, con una densità di circa 10 t/ha, corrispondenti a circa 600 000 bulbi. Il terreno non viene irrigato e i bulbi vengono interrati sulla fila a contatto e a una profondità di circa 10 cm.
Le prime foglie filiformi spuntano con le prime piogge di settembre, con uno sviluppo fino anche ai 40 cm. I fiori hanno sei petali di colore roseo-violaceo, con tre filamenti rosso scarlatto che rappresentano la parte femminile e tre antere gialle che rappresentano la parte maschile.
La raccolta dei fiori avviene attorno alla seconda quindicina di ottobre prima della loro schiusa all'alba. Alla loro sfioritura una volta portati al coperto, vengono asportati gli stimmi che, sistemati su un setaccio, sono messi sulla brace di legna di mandorlo o quercia per la tostatura.
Dopo la tostatura il peso gli stimmi si riduce a un sesto del peso iniziale, con il 5-10% di umidità residua, e da questi si prepara la polvere tramite macinatura. La produzione di un kilogrammo di zafferano richiede circa 200.000 fiori.

## Uso culinario
Lo zafferano nella cucina abruzzese viene usato soprattutto per i piatti di pesce come ad esempio lo scapece alla vastese e le cozze allo zafferano; inoltre nella regione viene utilizzato per produrre anche il liquore allo zafferano DOP.

## Lo zafferano dell'Aquila nella cultura

### Filatelia
Allo zafferano dell'Aquila, il 26 luglio 2008, è stato dedicato un francobollo, policromo e dentellato, emesso dalla Repubblica Italiana, del valore di 0,60 €.

### Cinema
Lo zafferano dell'Aquila è citato nel film d'animazione Ratatouille (2007) della Pixar; nella scena, presente sia nell'edizione originale (in cui si parla di L'Aquila saffron), sia in quella in lingua francese (in cui si parla di Safran de L'Aquila), sia in quella in lingua italiana, il prodotto viene definito «eccellente».

## Galleria d'immagini

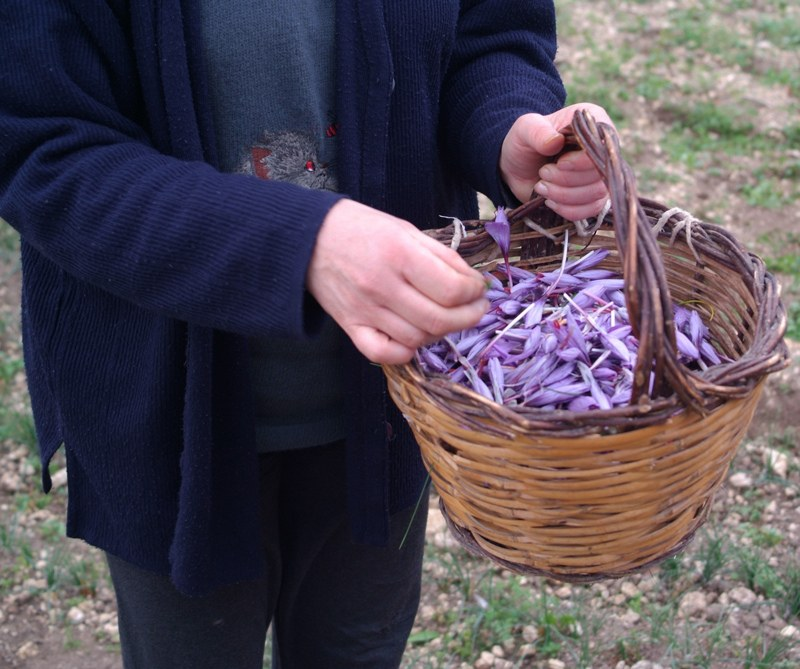
Raccolta nella zona di produzione DOP.
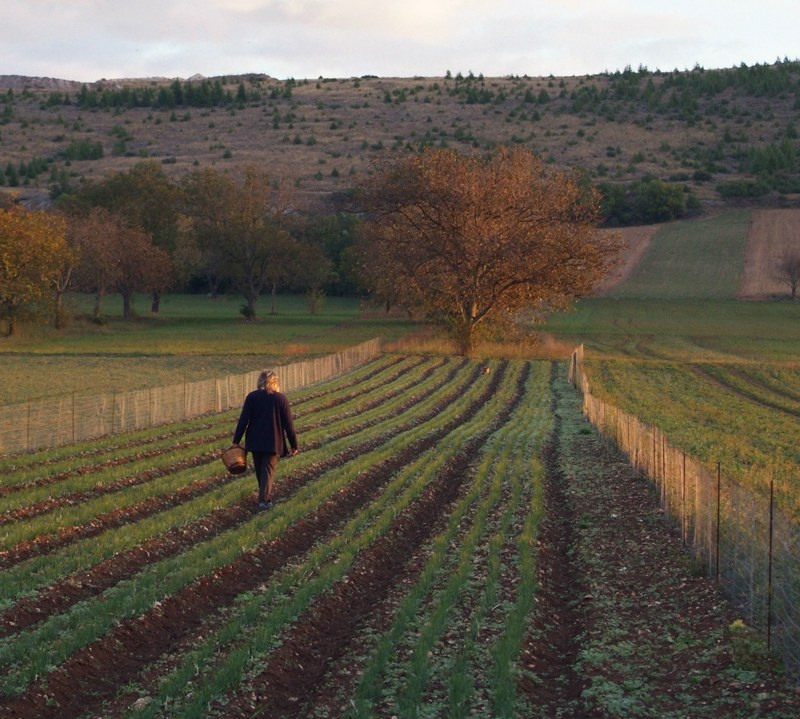
Campi di zafferano a Navelli.